# Baja Estiria
Baja Estiria (en esloveno: Spodnja Štajerska, en alemán: Untersteiermark, en latín: Styria) es una región del noreste de Eslovenia, que representa el tercio meridional del antiguo Ducado de Estiria. Los otros dos tercios septentrionales del antiguo ducado pertenecen actualmente a Austria y se denominan Alta Estiria. El Ducado de Estiria fue dividido en 1918 después de la Primera Guerra Mundial, quedándose el Reino de Yugoslavia con la Baja Estiria. Eslovenia obtuvo la independencia de la República Federal Socialista de Yugoslavia en 1991.
Baja Estiria no tiene ningún estatuto oficial como unidad administrativa de Eslovenia, aunque la asociación con la provincia informal (en esloveno: pokrajina) es muy común. La región es famosa por su vino blanco.
La capital de la Baja Estiria es Maribor (en alemán: Marburg an der Drau). Otras ciudades importantes son Celje (Cilli) y Ptuj (Pettau), Slovenska Bistrica (Windisch Feistritz).
- Datos: Q215659
- Multimedia: Styria (Slovenia) / Q215659